# مقاطعة أبشور (تكساس)
مقاطعة أبشور (بالإنجليزية: Upshur  County)‏ هي إحدى المقاطعات في ولاية تكساس، الولايات المتحدة الأمريكية، يبلغ عدد سكانها 39309 نسمة طبقا لإحصاء عام 2010 .

موقع المقاطعة في ولاية تكساس